# Communauté de communes de Vallet
Die Communauté de communes de Vallet ist ein ehemaliger französischer Gemeindeverband mit der Rechtsform einer Communauté de communes im Département Loire-Atlantique in der Region Pays de la Loire. Sie wurde am 29. Dezember 1995 gegründet und umfasste sechs Gemeinden. Der Verwaltungssitz befand sich im Ort Vallet.

## Historische Entwicklung
Mit Wirkung vom 1. Januar 2017 fusionierte der Gemeindeverband mit der Communauté de communes Loire Divatte und bildete so die Nachfolgeorganisation Communauté de communes Sèvre et Loire.

## Ehemalige Mitgliedsgemeinden
1. La Boissière-du-Doré
2. La Chapelle-Heulin
3. Mouzillon
4. Le Pallet
5. La Regrippière
6. Vallet